# Alice Hellström
Alice Ulrika Charlotta Hellström, född 20 januari 1886 i Stockholm, död 30 mars 1981, var en svensk psykiater och psykolog.
Hellström avlade examen vid Högre lärarinneseminariet i Stockholm 1907, därefter filosofisk ämbetsexamen 1915 och blev medicine licentiat 1921. Hon var från 1924 verksam som praktiserande läkare i Stockholm och från 1925 som skolläkare där. År 1928 blev hon läkare och lärare i psykologi vid Föreningen för sinnesslöa barns vårds skola för sinnesslöa barn och lärarinneseminarium i Slagsta och 1930 lärare även vid Socialpolitiska institutet i Stockholm. År 1928 startade hon Mellansjö skolhem för psykopatiska barn i Täby och utgav 1943 en svensk översättning och bearbetning av Terman-Merrills intelligenstest, vilket länge var det mest använda i Sverige.